# Могоча
Мого́ча (рос. Могоча) — місто, центр Могочинського району Забайкальського краю, Росія. Адміністративний центр Могочинського міського поселення.

## Географія
Місто розташоване у передгір'ї Амазарського хребта, у місці впадіння річки Могочі в річку Амазар (ліва притока Амуру), за 609 км на північний схід від крайового центру — міста Чита.

### Кліматичні умови
Переважає різко континентальний клімат з мусонними рисами.
Зима тривала і морозна. Середня температура повітря у січні становить -29 °C.
Літо нетривале і прохолодне. Середня температура у липні становить +17 °C.

## Історія
Місто виникло як робітниче селище при будівництві Амурської залізниці у 1910 році.
У 1913 році в селищі відкрито церкву, школу, лікарню, винну лавку, декілька комерційних закладів.
У 1914 році стала до дії залізнична станція Могоча.
Після остаточного встановлення Радянської влади, довкола селища були виявлені значні поклади рідкісних металів, що дало поштовх розвитку гірничовидобувної промисловості. У 1920-их роках було утворено кілька золотоносних вузлів: Ітакинський, Урюмський, Верхньоамазарський, Могоча-Амазарський.
У 1950 році Могоча отримала статус міста.
У ході реорганізації залізничного транспорту, у 1960 році було створене Могочинське відділення Забайкальської залізниці, до складу якого увійшли 45 залізничних станцій.
З 1968 по 1993 роки поблизу Могочі дислокувалась 11-та окрема повітряно-штурмова бригада й 211-та авіаційна група. Був збудований аеродром і військове містечко з багатоповерховою забудовою.

## Населення
Населення — 13258 осіб (2010; 13282 у 2002).

## Відомі люди
Уродженцями Могочі є:
- Красникова Нателла Архипівна — радянська хокеїстка на траві.
- Миронов Борис Сергійович — російський журналіст і громадський діяч.